# 加泰隆尼亞圖書館
加泰羅尼亞圖書館（IPA：[biβli.uˈtɛkə ðə kətəˈluɲə]）是位於西班牙加泰罗尼亚巴塞罗那的图书馆。圖書館的使命是收集、保存和傳播加泰羅尼亞的書籍和與加泰罗尼亚语語言領域相關的創作，並守護文學遺產的保護和傳播，同時保持其協商和科學研究中心的地位。加泰羅尼亞圖書館創於1907年，並於1981年開始負責加泰羅尼亞文獻的法定送存，館址在老聖十字醫院，館藏約300萬項文獻。

## 歷史

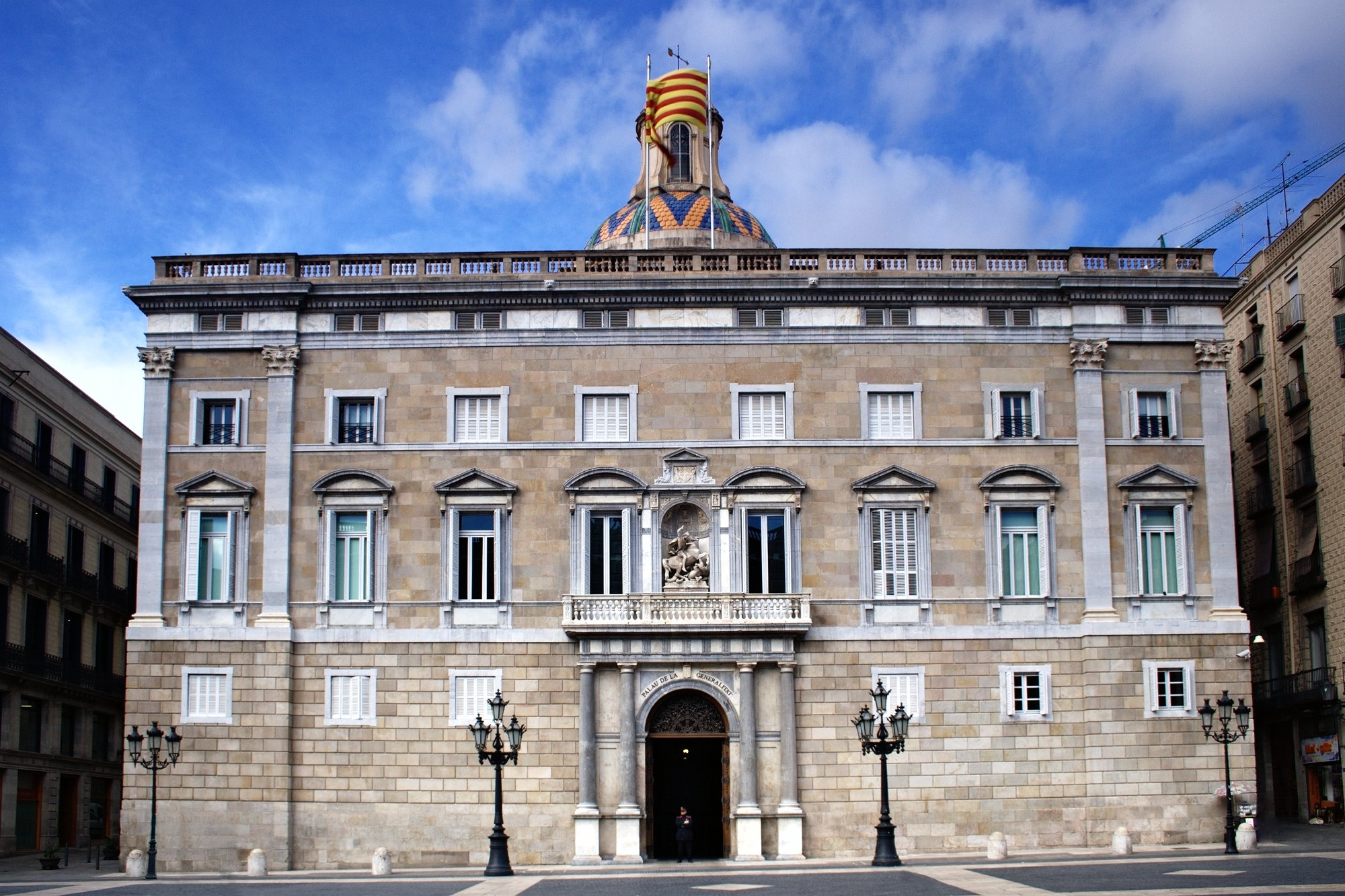
圖書館舊館址，即今加泰罗尼亚政府宫

1907年，加泰羅尼亞圖書館的前身加泰羅尼亞研究院圖書館成立。圖書館當時的主要資金來源來自民間社會，而這與歐洲其他地區的絕大多數國家圖書館不同：那些圖書館都是由皇家圖書館、修道院或私人收藏館改造而成，而加泰羅尼亞圖書館卻是由民間社會從零開始建立的。1914年，加泰羅尼亞聯邦將圖書館改造為公共圖書館，並向公眾開放，當時以加泰罗尼亚政府宫為館址。:4
1929年，聖十字醫院（Hospital de la Santa Creu）搬遷至圣十字圣保罗医院的新址，圖書館同年由巴塞羅那市政府接管。1930年，時任圖書館管理員霍爾迪·魯比奧-巴拉格爾留意到圖書館需要更大的空間，並已有遷館至原聖十字醫院建築的打算。1931年，巴塞羅那市政府批准將老醫院的大部分範圍轉讓給加泰羅尼亞圖書館。1936年，圖書館的首個閱讀室「塞萬提斯室」（Sala Cervantina）開放，但由於西班牙内战爆發，而且並非所有必要的改建都已完工，閱讀室旋即停止開放。1939年1月26日，巴塞羅那淪陷，圖書館關閉，直至1940年內戰結束後，新任圖書館管理員費利普·馬特烏-略皮斯上任時方重開。:6
圖書館在佛朗哥时期轉型為普通圖書館，以補充原有公立和大學圖書館服務的不足。直至1981年，加泰罗尼亚议会通過《1981年4月22日第3號圖書館法》（Llei 3/1981, de 22 d'abril, de Biblioteques），使加泰羅尼亞圖書館正式負責加泰羅尼亞文獻的法定送存的收納、保護和分配。1993年，《1993年3月18日第4號加泰羅尼亞圖書館系統法》獲得通過，強化了圖書館的法定送存職能，並幫助圖書館實現現代化，包括建築物的改建、管理系統的重組和手續的數碼化:4。2012年，圖書館的預算為8,165,578欧元，比2008年減少36％。為了讓圖書館得到更多的空間，圖書館在2013年向巴塞羅那市議會提出將馬薩納學校遷至另一棟建築物，並將分散在巴塞羅那各地的各圖書館聚於一處。

## 建築

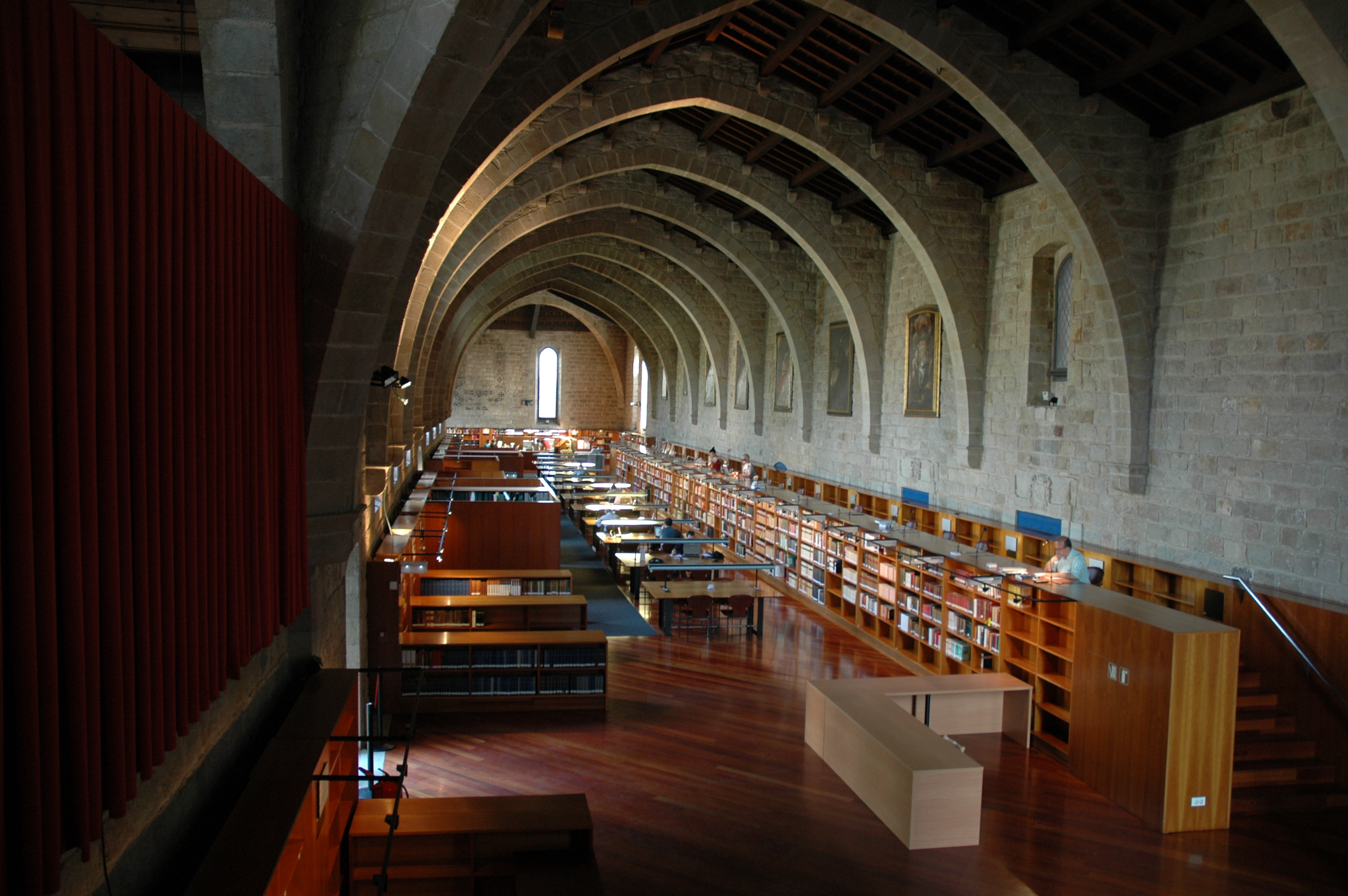
圖書館主廳，位於其自1940年起進駐的老聖十字醫院建築

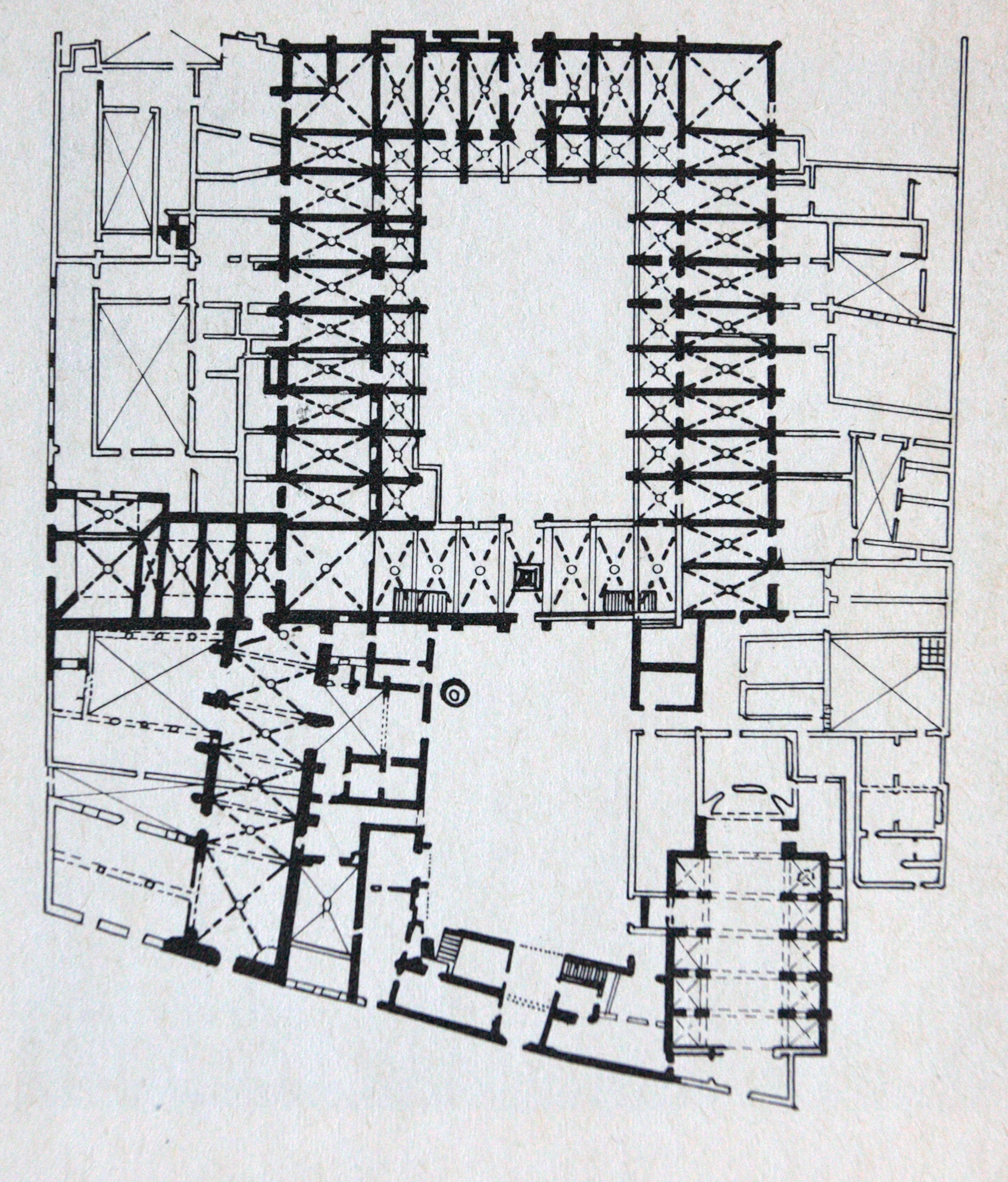
老聖十字醫院平面圖

加泰羅尼亞圖書館館址在老聖十字醫院。聖十字醫院建於15世紀和17世紀之間，曾是幾個世紀内加泰羅尼亞最大的醫院。1401年，當時的巴塞羅那政府百人議會決議興建聖十字醫院大樓，並將市內原有的六所醫院合併。醫院建築於同年在時任阿拉貢國王人道者馬丁的見證下奠基。醫院由吉列姆·達夫列利（Guillem d'Abriell）設計為一個由四座兩層高大樓包圍一個中庭的大型建築，有如教會修道院的建築一樣，其中東翼於1406年建成，西翼於1509年建成，而北翼建成的時間則在東翼與西翼建成的時間之間。可是，原定將圍封建築的第四座大樓從未建成。:6

### 改建
16世紀至17世紀初，此建築的四翼中的一翼遭拆卸，而此建築再增建了兩翼，以及一個與原有中庭相鄰的庭園。此建築在18世紀時得到擴建，而在19世紀和20世紀初則進行了一些小規模改建。1991年至1998年間，圖書館建築進行了大規模的改建，包括興建四層共可提供40公里的書架空間的地庫，以及一座附翼:6。

### 現況與特色
此建築現由加泰隆尼亞圖書館、加泰羅尼亞研究院和加泰羅尼亞皇家醫學院使用，並已被指定為加泰羅尼亞文化遺產。此建築最古老的部分是加泰羅尼亞民間哥德式建築的代表性例子。建築內有幾個大型拱形大廳，而建築內與中庭接壤的十字架拱形的中庭迴廊（Galeria del pati），以及建於16世紀的露台圖書館的拱形入口，也是建築的特色。此建築的總樓面面積為15000平方米，其中普通閱讀室（Sala de Lectura general）佔2700平方米，而預訂書籍室（Sala de Reserva）則佔360平方米:30。

## 館藏
加泰羅尼亞圖書館館藏約300萬項文獻。以書架空間計，圖書館對外開放的館藏有1500米（即2萬項文獻），而閉館館藏則有49公里。:30
圖書館的館藏包括《奥尔加尼亚的布道书》（Homilies d'Organyà）、拉蒙·柳利所著的《騎士團之書》、貝爾納特·德斯克洛特所著的《阿拉貢國王佩德羅及其先王之書》、博納文圖拉·卡萊斯·阿里沃所著的《祖國頌歌》，以及哈辛特·貝爾達格爾-桑塔洛的詩作《亞特蘭蒂斯》的手稿。圖書館也藏有弗朗西斯科·戈雅、马里亚·福尔图尼、巴勃羅·畢卡索、萨尔瓦多·达利、胡安·米羅、何塞普·马里亚·苏维拉克斯和安東尼·塔皮埃斯等西班牙與加泰羅尼亞藝術家的作品。圖書館的藏品還包括樂譜、版畫、雕刻、地圖、照片、期刊、音頻、視頻等。:9-18

## 服務、活動及設施

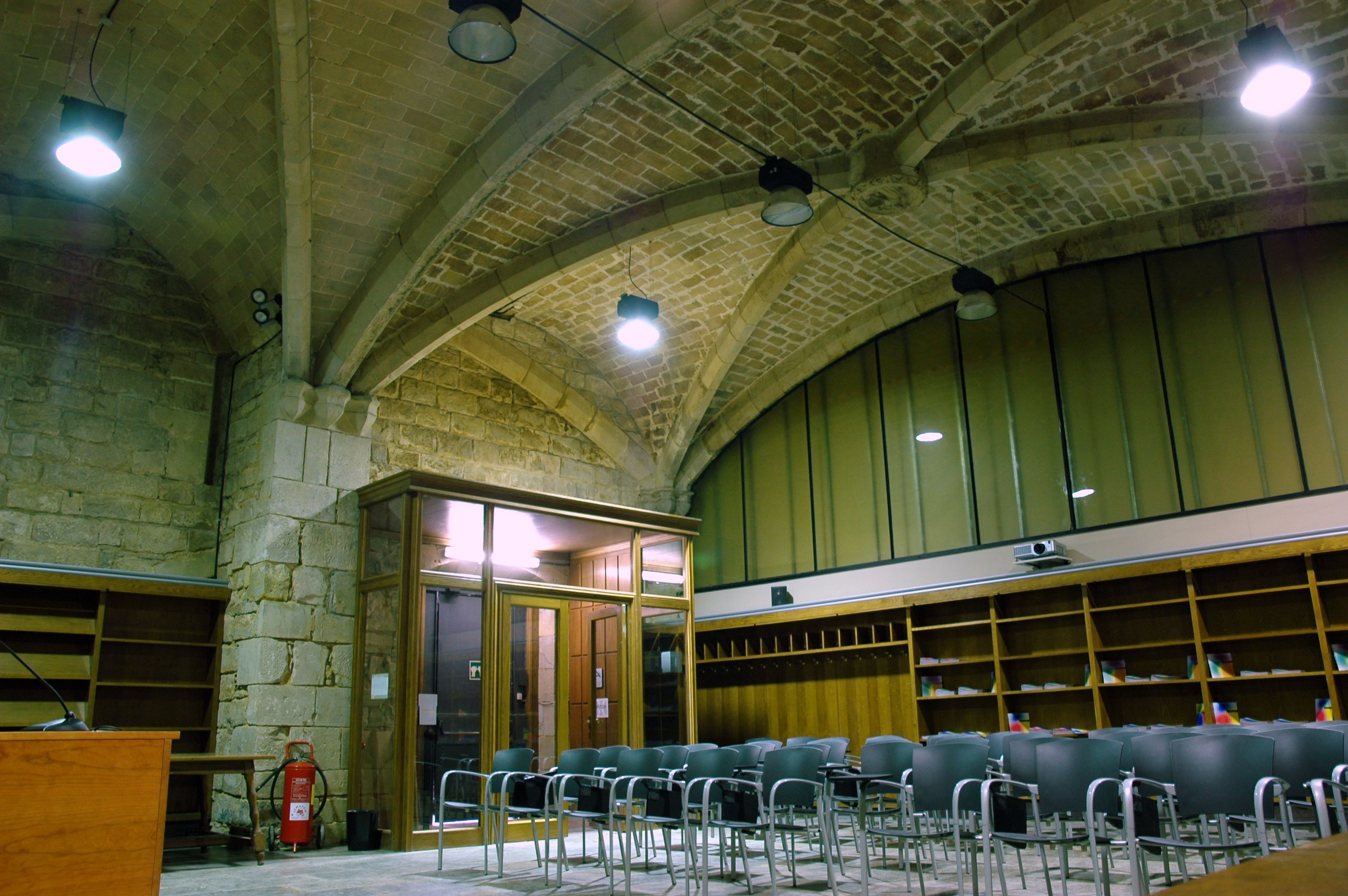
一樓大廳

加泰羅尼亞圖書館提供書目資訊查詢服務、供圖書館註冊用戶免費使用的Wi-Fi、網上館藏閲覽、實體館藏閲覽、網上館藏訂購、紙本／數碼化館藏副本製作、館際館藏借閲、館藏展覽外借、個人借閲、研究用筆記本電腦借用，以及房間借用等服務。加泰羅尼亞圖書館設有229個座位、19台公共電腦、兩台打印機（其中一台為彩色打印機）、縮微膠片閱讀／複製器、圖像閱讀／複製器、音訊文件閱讀／複製器，以及複製機器。加泰羅尼亞圖書館在每年的圣乔治节舉行開放日。圖書館也會舉辦臨時展覽、會議和演講，並開放予團體參觀。:25, 26, 30

## 與Google的夥伴關係
2007年，加泰羅尼亞圖書館與另外四所加泰羅尼亞地區內的圖書館參與了書籍電子化計劃。這些圖書館已經開始把它們擁有的公有领域書籍電子化。書籍電子化合作項目旨在使相關書籍在互聯網上可供閲讀。加泰羅尼亞圖書館代表參與該項目的蒙特塞拉特修道院圖書館（Biblioteca del Monestir de Montserrat）、巴塞羅那神學院主教公共圖書館（Biblioteca Pública Episcopal del Seminari de Barcelona）、加泰羅尼亞遊覽中心圖書館（Biblioteca del Centre Excursionista de Catalunya）與巴塞羅那縣雅典娜圖書館（Biblioteca de l'Ateneu Barcelonès）擔任協調員和中間人。加泰羅尼亞圖書館羣是繼马德里康普顿斯大学後第二個參與Google圖書合作夥伴計劃的非英語合作者，也是繼牛津大学和马德里康普顿斯大学後第三個參與該計劃的歐洲合作者。:22

## 延伸閱讀
- Fontbona, Francesc. . Barcelona. 2005.
- Jorba, Manuel. . Barcelona. 1996.
- Jorba, Manuel. . Barcelona. 1993.
- Jorba, Manuel. . Barcelona. 1994.
- Panyella, V. . Barcelona: Biblioteca de Catalunya. 1993.
- Bohigas, Pere (编). . Barcelona: Biblioteca Central de la Diputación de Barcelona. 1968.
- Fontanals, Reis. . Marga Losantos (Barcelona: Biblioteca de Catalunya). 2007.
- Rodón, Joan. . 1995.
- Rodríguez Parada, Concepción. . Firenze. 2010.

## 外部連結
- 加泰隆尼亞圖書館官方網站（页面存档备份，存于）
- 歐洲圖書館官方網站（页面存档备份，存于）